# Киприаду
Киприаду (греч. Κυπριάδου) — район в северной части Афин. Граничит с муниципалитетами Галаци, Ризуполи и районом Патисия.
Киприаду — первое предместье, которое вошло в состав муниципалитета Афин. Основные площади района: Пападиамантиса, С. Папалукаса, С. Николопулоса, Каркавица, а также безымянная в конце улицы Шуберта. Самая крупная церковь района — храм Успения .